# أورين موفرمان
أورين موفرمان (بالإنجليزية: Oren Moverman) (و. 1966  م) هو كاتب سيناريو، ومخرج أفلام أمريكي، ولد في إسرائيل.

## وصلات خارجية
- أورين موفرمان على موقع IMDb (الإنجليزية)
- أورين موفرمان على موقع ألو سيني (الفرنسية)
- أورين موفرمان على موقع أول موفي (الإنجليزية)
- أورين موفرمان على موقع بوكس أوفيس موجو (الإنجليزية)
- أورين موفرمان على موقع قاعدة بيانات الأفلام السويدية (السويدية)
- أورين موفرمان على موقع قاعدة بيانات الفيلم (الإنجليزية)
- أورين موفرمان على موقع كينوبويسك (الروسية)